# Transformers: Devastation
Transformers: Devastation é um jogo eletrônico de ação e hack and slash baseado na franquia Transformers desenvolvido pela PlatinumGames e publicado pela Activision. Ele foi lançado em outubro de 2015 para PlayStation 3, PlayStation 4, Windows, Xbox 360 e Xbox One.
Devastation foi o último jogo publicado sob o contrato de licenciamento de 2006 entre a Activision e a Hasbro. Depois do fim do acordo, o jogo foi removido de todas as lojas digitais em dezembro de 2017, junto de outros jogos da série Transformers publicados pela empresa.

## Jogabilidade
Transformers: Devastation é um jogo de ação, bem como outros jogos desenvolvidos pela PlatinumGames, como Bayonetta e The Legend of Korra. O jogador controla um de cinco Autobots: Optimus Prime, Bumblebee, Sideswipe, Wheeljack ou Grimlock, para batalhar contra Decepticons e Insecticons que se põem em seu caminho. Cada um dos Autobots pode usar uma variedade de ataques corpo-a-corpo ou a distância, e podem se transformar em um veículo a qualquer momento. Assim como em Bayonetta, desviar com sucesso de ataques ativa o Foco, que desacelera o tempo e permite contra-atacar. Cada Autobot também tem uma habilidade especial única e um poderoso ataque "Overdrive" que pode ser realizado com energia suficiente.

## Desenvolvimento
O jogo é parte da linha Transformers: Generations, apesar de seus visuais serem mais inspirados na série animada Transformers com elementos da série de quadrinhos da IDW e da linha de brinquedos Combiner Wars. O enredo do jogo foi escrito pelo ex-escritor e editor dos quadrinhos de Transformers Andy Schmidt. Muitos dos dubladores da série animada reprisaram seus papéis, incluindo Peter Cullen como Optimus Prime, Dan Gilvezan como Bumblebee, Michael Bell como Sideswipe e Scrapper, Gregg Berger com Grimlock e Long Haul e Frank Welker como Megatron e Soundwave.
Um pacote de conteúdo para download contendo skins de personagens baseadas em Nemesis Prime, Red Alert e Goldfire, bem como três armas adicionais, foi oferecido como incentivo para pré-compra. Este pacote foi mais tarde disponibilizado para compra.

## Recepção
Transformers: Devastation recebeu críticas "geralmente favoráveis" em suas versões para PlayStation 4 e Xbox One e "mistas ou medianas" para Windows de acordo com o agregador de críticas Metacritic. Críticos elogiaram os elementos nostálgicos do jogo, seus gráficos e jogabilidade, mas criticaram sua repetitividade, controles de câmera frustrantes e sua campanha curta.[carece de fontes?]
Scott Butterworth da GameSpot afirmou que o jogo "recaptura o espírito [da franquia] e o apresenta de uma nova forma." Mike Fahey da Kotaku considera o jogo uma resposta à lista de Natal de sua criança interior, dizendo que ele "instalou o jogo, começou a jogar e passou horas sorrindo como um idiota." Ele elogiou a jogabilidade do jogo como uma "guerra brutal na velocidade da luz" em uma "bela sinfonia de destruição" através de um grande mapa cheio de segredos. Entretanto, ele achou o sistema de câmera "uma bagunça" e a jogabilidade repetitiva. Ele o resumiu como "o mais perto que jogos já chegaram de uma versão jogável da primeira geração da série animada de Transformers." Justin McElroy da Polygon afirmou que a PlatinumGames é "uma das melhores desenvolvedoras de ação da indústria", mas disse que as "númeras falhas do jogo frustrarão qualquer um além de grandes fãs da primeira geração [de Transformers]", mas que estes estão com sorte. Ele achou a câmera, o combate simplista e as batalhas contra chefões frustrantes, concluindo que a única "interação significativa" do jogador com o mundo do jogo "é bater em um monte de robôs disfarçados".